# Station Reptowo
Station Reptowo is een spoorwegstation in de Poolse plaats Reptowo.